# Polityka rozwoju
Polityka rozwoju – zespół wzajemnie powiązanych działań podejmowanych i realizowanych w celu zapewnienia trwałego i zrównoważonego rozwoju kraju oraz spójności społeczno-gospodarczej i terytorialnej. Jest ona konsekwencją wyboru strategii rozwoju kraju.
Zakres polityki rozwoju obejmuje takie obszary aktywności państwa jak:
- polityka społeczna
- polityka regionalna
- polityka przemysłowa
- polityka rolna
- polityka naukowa
- polityka ekologiczna.

Politykę rozwoju w Polsce reguluje Ustawa o zasadach prowadzenia polityki rozwoju z dnia 6 grudnia 2006 roku. W ustawie, jako cele polityki rozwoju, wyszczególnione zostały działania na rzecz m.in.:
- ochrony środowiska
- ochrony zdrowia
- promocji zatrudnienia, w tym przeciwdziałania bezrobociu, łagodzenia skutków bezrobocia i aktywizacji zawodowej bezrobotnych
- rozwoju kultury, kultury fizycznej, sportu i turystyki
- rozwoju nauki i zwiększenia innowacyjności gospodarki
- rozwoju zasobów ludzkich
- rozwoju miast i obszarów wiejskich
- wspierania i unowocześniania instytucji państwa
- wspierania rozwoju przedsiębiorczości
- wspierania wzrostu gospodarczego.

Polityka rozwoju prowadzona jest:
- w skali kraju – przez Radę Ministrów
- w skali regionu – przez samorząd województwa
- w skali lokalnej – przez samorząd powiatowy i gminny.

Realizuje się ją przy pomocy strategii rozwoju kraju, strategii sektorowych, planów wykonawczych oraz programów operacyjnych. 
Źródło:
- Ustawa o zasadach prowadzenia polityki rozwoju z dnia 6 grudnia 2006 roku (Dz.U. z 2025 r. poz. 198)
- Stacewicz J., Polityka gospodarcza, Oficyna Wydawnicza SGH, Warszawa 1998

Zgodnie z najnowszym projektem nowelizacji ustawy o zasadach prowadzenia polityki rozwoju "Przez politykę rozwoju rozumie się zespół wzajemnie powiązanych działań podejmowanych i realizowanych w celu zapewnienia trwałego i zrównoważonego rozwoju kraju,spójności społeczno-gospodarczej, regionalnej i przestrzennej, podnoszenia konkurencyjności gospodarki oraz tworzenia nowych miejsc pracy w skali krajowej, regionalnej lub lokalnej."
Źródło:
- Projekt ustawy z dnia 10 października 2008 r. o zmianie niektórych ustaw w związku z wdrażaniem funduszy strukturalnych i Funduszu Spójności